# Мамісонський перевал
Мамісонський перевал (ос. Мамысоны æфцæг, груз. მამისონის უღელტეხილი) — перевал на висоті 2911 м через Головний Кавказький хребет в західній частині  Великого Кавказу. Перевал на стику кордонів Південної Осетії Грузії та Росії веде з  долини річки Мамісондон в долину річки Чанчахі. Через перевал проходить історична Воєнно-Осетинська дорога, яка з'єднувала Грузію (Кутаїсі) і Росію (Карджин). В даний час прикордонний перехід закритий, і дорога не використовується.

## Топографічні карти
- Аркуш карти K-38-40 Верх. Згид. Масштаб: 1 : 100 000. Стан місцевості на 1984 р. Видання 1988 р. (рос.)

## Ресурси Інтернету
- Из БСЭ Мамисонский перевал[недоступне посилання з липня 2019]

## Виноски
1. ↑  bartleby.com/65/ma/Mamison.html «Mamison» [Архівовано 20 жовтня 2007 у Wayback Machine.] in: The Columbia Encyclopedia, Sixth Edition, 2001-05 Columbia University Press. (англ.)